# Лекс Баркер
Алекса́ндр Крі́члоу Ба́ркер молодший (англ. Alexander Crichlow Barker Jr.; 8 травня 1919, Нью-Йорк, США — 11 травня 1973, там же) — американський кіноактор, що прославився як один з виконавців ролі «Тарзана» та відомий у Європі за виконанням ролі Олда Шаттергенда («Вірної руки») у вестернах циклу «Віннету», знятих за романами Карла Мая.

## Біографія

### Ранні роки
Александр Крічлоу Баркер молодший народився 8 травня 1919 року в передмісті Нью-Йорка Райї в заможній сім'ї, що має франко-канадські та британські корені. Серед прямих предків актора — Роджер Вільямс, засновник міста Провіденс та знаменитий губернатор Барбадоса Вільям Генрі Крічлоу. Лекс був другою дитиною в родині Александра Крічлоу Баркера старшого,  домовласника канадського походження, і його американської дружини Маріон Торнтон Білс. Першою дитиною була старша сестра Лекса — Фредеріка Амелія (1917—1980).
Лекс Баркер виріс в Нью-Йорк-Сіті і в Порчестері (Нью-Йорк), навчався в школі «Fessenden» та закінчив Академію «Phillips Exeter», де відбувся його акторський дебют у шкільних виставах та зародилося бажання стати актором. Грав на гобої і у футбол. Поступив до Принстонського університету, але покинув його, зрозумівши, що справою його життя є робота в театрі. Батьки відмовили юнакові в підтримці і йому довелося самостійно оплачувати курси з акторської майстерності, паралельно працюючи на сталеливарному заводі, а ночами вчитися на інженера.

### Акторська кар'єра
У 1938 році Лекс Баркер з'явився в невеликій ролі у бродвейській постановці Шекспіра «Віндзорські насмішниці». Брав участь в невеликій ролі в провальній постановці Орсона Веллса «П'ять королів»; у Бостоні і Філадельфії з нею було стільки проблем, що до Нью-Йорка вона навіть не доїхала.
У лютому 1941 року, за 10 місяців до нападу на Перл-Гарбор, Баркер покинувши свою акторську кар'єру, записався до лав Армії США простим солдатом. У роки війни виріс до звання майора, ставши одним з наймолодших майорів американської армії. Під час боїв на Сицилії був поранений в ногу і в голову.

Лекс Баркер у ролі Тарзана

Повернувшись до США, Баркер відновлював здоров'я у військовому шпиталі Арканзаса, а після демобілізації вирушив до Лос-Анджелеса. Незабаром він отримав невелику роль у своєму першому фільмі «Обличчя ляльки» (1945). За нею слідувала череда епізодичних ролей, найкраща з яких, — роль Еммета Дальтона у фільмі «Повернення поганого чоловіка» (1948). А незабаром Баркера знайшла та роль, яка зробила його знаменитим.
У фільмі «Чарівний фонтан Тарзана» (1949) Лекс Баркер став 10-м офіційним виконавцем ролі Тарзана, змінивши Джонні Вайссмюллера, який виконував її останні 16 років. Баркеру допомогла його зовнішність — білявого красивого інтелігентного високого (1,93 м) атлета. Актор знявся лише в п'яти фільмах про Тарзана, але залишається актором, відомим передусім саме цією роллю.
Становище Лекса Баркера як зірки після Тарзана дозволило йому зіграти різноманітні героїчні ролі в інших фільмах, головним чином у вестернах, і в одному негероїчному фільмі про Другу світову війну «Очистити територію» (1956). Помітним були також його роль золотошукача в «Жовтій горі» (1954), і особливо роль детектива у фільмі «Людина з Біттер Ридж» (1955).

#### У Європі
У 1957 році, коли йому стало важче знаходити роботу в США, Баркер переїхав до Європи (він розмовляв французькою, італійською, іспанською і трохи німецькою мовами). Тут він став дуже популярним і зіграв головні ролі у понад 40 європейських фільмах, включаючи дві стрічки за романами італійського письменника Еміліо Сальгарі (1862—1911). В Італії він знявся і в короткій, але переконливій ролі нареченого героїні Аніти Екберг у фільмі Федеріко Фелліні «Солодке життя» (1960).
Найбільшого успіху Баркер досяг у Німеччині. Тут він знявся в головних ролях в двох фільмах, заснованих на сюжетах «Доктор Мабузе» Фріца Ланга, у фільмах «Повернення доктора Мабузе» (1961) і «Невидимий доктор Мабузе» (1962), і в 13-ти фільмах, знятих за романами німецького письменника Карла Мая (1842—1912), зігравши таких відомих персонажів, як «Вірна рука» (Олд Шаттергенд), Кара Бен Немзі та доктор Штернау.
У 1966 році Баркеру була присуджена премія «Бамбі» як найкращому іноземному акторові в Німеччині, де він був великою та популярною зіркою. У Німеччині він навіть записав у 1965 році два сингли з композитором Мартіном Бетчером, автором саундтреків до фільмів за творами Карла Мая. У США Баркер повертався лише зрідка, щоб з'явитися в декількох епізодах американських телевізійних серіалів. А Європа, особливо Німеччина, залишалася його професійним домом усю решту його життя.
У 1970-і роки Лекс Баркер оселився у своєму домі в Іспанії на Коста-Браве і знімався дуже рідко, оскільки в ті часи до моди увійшли італійські вестерни та еротичні фільми. Тоді Лекс спробував повернутися на батьківщину, до США і знайти роботу там. Але повернення не принесло йому очікуваних результатів. Він знявся лише в декількох епізодичних серіальних ролях.
Німецький фільм «Коли ти зі мною» (1970) став останнім художнім фільмом, де знявся Лекс Баркер. У 1973 році кар'єру Лекса стала налагоджуватися, він почав зніматися в головній ролі в телевізійному серіалі, а в планах були дві нові стрічки, коли життя внесло в них свої корективи. У актора відмовило серце.

### Особисте життя
Лекс Баркер був одружений п'ять разів:
1. На Констанції Родес Турлоу (з 1942 по 1950 рр.). Вона була донькою віце-президента металургійної компанії.[9] У пари в 1943 році народилася донька Лінн Турлоу Баркер, а в 1947 році — син Александр «Зан» Крічлоу Баркер III. Через пару років після розлучення Констанція вийшла заміж за нащадка шостого президента США Джона Квінсі Адамса.[9]
2. На акторці Арлін Дал (з 1951 по 1952 рр.).
3. На акторці Лані Тернер (з 1953 по 1957 рр.). Згідно з книгою її доньки Черил Крейн, Тернер одного разу вночі вигнала Баркера з дому під дулом пістолета за те, що він нібито домагався Черил, якій було в ту пору 13 років. Розлучення було негайним, хоча ніяких офіційних звинувачень проти Баркера висунуто не було.
4. На швейцарській акторці Ірен Лабгардт (з 1957 по 1962 рік, коли вона померла від лейкемії). У 1960 році у них народився син Крістофер, який став актором і співаком.
5. На Кармен Сервері[en] (з 1965 по 1972 рр., хоча офіційно розлучення не було зафіксоване). У 1962 році вона здобула титутл «Міс Іспанія». Пізніше Тіта Баркер вийшла заміж за кінопродюсера Еспартако Сантоні, а потім стала останньою п'ятою дружиною мільярдера і колекціонера витворів мистецтва барона Тіссен-Борнеміца.

### Смерть
Лекс Баркер помер 11 травня 1973 року через три дні після свого 54-го дня народження від серцевого нападу, коли йшов Нью-Йоркською вулицею на зустріч зі своєю новою нареченою акторкою Карен Кондазян. Похорони Баркера пройшли в Нью-Йорку, після чого він був кремований, і прах остання його дружина відвезла з собою в Іспанію.

## Фільмографія
| Рік       |   | Українська назва                          | Оригінальна назва                         | Роль                                              |
| --------- | - | ----------------------------------------- | ----------------------------------------- | ------------------------------------------------- |
| 1946      | ф | Два хлопці з Мілвокі                      | Two Guys from Milwaukee                   | епізод                                            |
| 1946      | ф | Плащ і кинджал                            | Cloak and Dagger                          | епізод                                            |
| 1947      | ф | Дочка фермера                             | The Farmer's Daughter                     | Олаф Голстром                                     |
| 1947      | ф | Перехресний вогонь                        | Crossfire                                 | Гаррі                                             |
| 1947      | ф | Під Тонто Рим                             | Under the Tonto Rim                       | Джо, депутат Тонто                                |
| 1948      | ф | Містер Блендінгз будує будинок своєї мрії | Mr. Blandings Builds His Dream House      | Карпентер Формен                                  |
| 1948      | ф | Дотик оксамиту                            | The Velvet Touch                          | Поль Бентон                                       |
| 1948      | ф | Повернення поганого чоловіка              | Return of the Bad Men                     | Еммет Далтон                                      |
| 1949      | ф | Чарівний фонтан Тарзана                   | Tarzan's Magic Fountain                   | Тарзан                                            |
| 1950      | ф | Тарзан і рабиня                           | Tarzan and the Slave Girl                 | Тарзан                                            |
| 1951      | ф | Тарзан у небезпеці                        | Tarzan's Peril                            | Тарзан                                            |
| 1951—1953 | с | Казки завтрашнього дня                    | Tales of Tomorrow                         | Курт                                              |
| 1952      | ф | Дика лють Тарзана                         | Tarzan's Savage Fury                      | Тарзан                                            |
| 1952      | ф | Битви Головного Понтіака                  | Battles of Chief Pontiac                  | лейтенант Кет Макінтайр                           |
| 1953      | ф | Тарзан і диявол                           | Tarzan and the She-Devil                  | Тарзан                                            |
| 1953      | ф | Грім над рівнинами                        | Thunder Over the Plains                   | капітан Білл Годжес                               |
| 1954      | ф | Таємниця темних джунглів                  | I misteri della giungla nera              | Тремал Найк                                       |
| 1954      | ф | Помста тугів                              | La vendetta dei Tughs                     | Тремал Найк                                       |
| 1954—1958 | с | Студія 57                                 | Studio 57                                 | Бред                                              |
| 1954      | ф | Жовта гора                                | The Yellow Mountain                       | Енді Мартін                                       |
| 1955      | ф | Людина з Біттер Ридж                      | The Man from Bitter Ridge                 | Джефф Карр                                        |
| 1955      | ф | Дуель на Міссісіпі                        | Duel on the Mississippi                   | Андре Тулейн                                      |
| 1956      | ф | Ціна страху                               | The Price of Fear                         | Дейв Барретт                                      |
| 1956      | ф | Очистити територію                        | Away All Boats                            | командир Квіглі                                   |
| 1957      | ф | Військові барабани                        | War Drums                                 | Мангіс Колорадас                                  |
| 1957      | ф | Дівчина в Кремлі                          | The Girl in the Kremlin                   | Стів Андерсон, агент                              |
| 1957      | ф | Спека в джунглях                          | Jungle Heat                               | доктор Джим Ренсом                                |
| 1957      | ф | Звіробій                                  | The Deerslayer                            | Звіробій                                          |
| 1957      | ф | Дівчина в чорних панчохах                 | The Girl in Black Stockings               | Девід Г'юсон                                      |
| 1958      | ф | Дивне пробудження                         | The Strange Awakening                     | Пітер Ченс                                        |
| 1958      | ф | Капітан Фуоко                             | Capitan Fuoco                             | П'єтро, капітан Фуоко                             |
| 1959      | ф | Син червоного пірата                      | Il figlio del corsaro rosso               | Енріко ді Вентімілья                              |
| 1959      | ф | Шабля сарацина                            | La scimitarra del Saraceno                | Дракон Дракут                                     |
| 1959      | ф | Солодке життя                             | La dolce vita                             | Роберт, чоловік Сільвії                           |
| 1959      | ф | Місія в Марокко                           | Mission in Morocco                        | Брюс Рейнольдс                                    |
| 1960      | ф | Жах червоної маски                        | Il terrore della maschera rossa           | Марко                                             |
| 1960      | ф | Лицар з сотнею облич                      | Il cavaliere dai cento volti              | Ріккардо д'Арк                                    |
| 1960      | ф | Пірати узбережжя                          | I pirati della costa                      | Луїс Монтерей                                     |
| 1960      | ф | Робін Гуд і пірати                        | Robin Hood e i pirati                     | Робін Гуд                                         |
| 1961      | ф | Таємниця Чорного Яструба                  | Il segreto dello sparviero nero           | капітан Дон Карлос де Еррера                      |
| 1961      | ф | Таємниця людей в синьому                  | El secreto de los hombres azules          | Фред                                              |
| 1961      | ф | Повернення доктора Мабузе                 | Im Stahlnetz des Dr. Mabuse               | Джо Комо на псевдонім «Нік Скаппіо» та «Боб Арко» |
| 1962      | ф | Невидимий доктор Мабузе                   | Die unsichtbaren Krallen des Dr. Mabuse   | агент ФБР Джо Комо                                |
| 1962      | ф | Гінеколог доктор Сібеліус                 | Frauenarzt Dr. Sibelius                   | доктор Джордж Сібеліус                            |
| 1962      | ф | Скарби Срібного озера                     | Der Schatz im Silbersee                   | Вірна Рука                                        |
| 1963      | ф | Сніданок у двоспальному ліжку             | Frühstück im Doppelbett                   | Віктор Г. Армстронг                               |
| 1963      | ф | Ураган на Цейлоні                         | Das Todesauge von Ceylon                  | Ларрі Стоун                                       |
| 1963      | ф | Венеціанський кат                         | Il boia di Venezia                        | Сандоіго Бембо                                    |
| 1963      | ф | Калі Юг, богиня помсти                    | Kali Yug, la dea della vendetta           | майор Форд                                        |
| 1963      | ф | Таємниця індійського храму                | Il mistero del tempio indiano             | майор Форд                                        |
| 1963      | ф | Віннету                                   | Winnetou — 1. Teil                        | Вірна Рука                                        |
| 1964      | ф | Віннету — вождь апачів                    | Old Shatterhand                           | Вірна Рука                                        |
| 1964      | ф | П'ята жертва                              | Victim Five                               | Стів Мартін                                       |
| 1964      | ф | Жовтий диявол                             | Der Schut                                 | Кара Бен Немзі                                    |
| 1964      | ф | Віннету — син Інчу-Чуна                   | Winnetou — 2. Teil                        | Вірна Рука                                        |
| 1965      | ф | Скарби ацтеків                            | Der Schatz der Azteken                    | доктор Карл Штернау                               |
| 1965      | ф | Піраміда синів Сонця                      | Die Pyramide des Sonnengottes             | доктор Карл Штернау                               |
| 1965      | ф | 24 години для вбивства                    | Twenty-Four Hours to Kill                 | Джеймі Фолкнер                                    |
| 1965      | ф | Пекло в Манітобі                          | Die Hölle von Manitoba                    | Клінт Бреннер                                     |
| 1965—1974 | с | ФБР                                       | The F.B.I.                                | Овен Стюарт                                       |
| 1965      | ф | Дикі народи Курдистану                    | Durchs wilde Kurdistan                    | Кара Бен Немзі                                    |
| 1965      | ф | Віннету 3                                 | Winnetou — 3. Teil                        | Вірна Рука                                        |
| 1965      | ф | Гнів шабель                               | Im Reiche des silbernen Löwen             | Кара Бен Немзі                                    |
| 1966      | ф | Хто вбив Джоні Р?                         | Wer kennt Johnny R.?                      | Сем Добі / Джонні Рінго                           |
| 1966      | ф | Карнавал бандитів                         | Gern hab' ich die Frauen gekillt          | Гленн Кессіді                                     |
| 1966      | ф | Віннету і напівкровок Апаначі             | Winnetou und das Halbblut Apanatschi      | Вірна Рука                                        |
| 1967      | ф | Сім разів жінка                           | Woman Times Seven                         | Рік (епізод «Супер Симоне»)                       |
| 1967      | ф | Містер Динаміт. Ранок цілує смерть        | Mister Dynamit — Morgen küßt euch der Tod | Боб Урбан / містер Динаміт                        |
| 1967      | ф | Зміїна яма і маятник                      | Die Schlangengrube und das Pendel         | Роджер Фон Маріенберг / Роджер Маріенберг         |
| 1968—1970 | с | Потрібен злодій                           | It Takes a Thief                          | Курт «Метт» Метсон                                |
| 1968—1971 | с | Найменування гри                          | The Name of the Game                      | Вайл Шаєнн                                        |
| 1968      | ф | Віннету і Шаттергенд у долині мертвих     | Winnetou und Shatterhand im Tal der Toten | Вірна Рука                                        |
| 1969—1973 | с | Нічна галерея                             | Night Gallery                             | Charlie McKinley (епізод «Зал очікування»)        |
| 1970      | ф | Коли ти зі мною                           | Wenn du bei mir bist                      | капітан Ганс Шнейдер                              |
| 1970      | ф | Аум                                       | Aoom                                      | Рістоль                                           |

## Визнання
| Нагороди та номінації Лекса Баркера | Нагороди та номінації Лекса Баркера | Нагороди та номінації Лекса Баркера                              | Нагороди та номінації Лекса Баркера |
| Рік                                 | Категорія                           | Фільм                                                            | Результат                           |
| ----------------------------------- | ----------------------------------- | ---------------------------------------------------------------- | ----------------------------------- |
| Премія Отто (Німеччина)             |                                     |                                                                  |                                     |
| 1965                                | Найкращий актор                     | Найкращий актор                                                  | 2-е місце                           |
| Премія «Бамбі»                      |                                     |                                                                  |                                     |
| 1967                                | Найкращий актор                     | Віннету — син Інчу-Чуна Віннету 3 Віннету і його друг Вірна Рука | Перемога                            |